# Провокаційне питання
Провокаційне питання — це форма риторичного питання, відповідь на яке вже закладена в питання. 
Відповідь на таке питання вимагає подолання значних зовнішніх чи внутрішніх логічних протиріч. Ці труднощі можуть викликатися суперечливістю самого питання, подолання якої вимагає від співрозмовника. Подолання цих протиріч вимагає від співрозмовника емоційного напруження. А внутрішнім джерелом для вирішення таких ситуацій може бути, наприклад, гумор.
Зазвичай провокаційне питання формулюється таким чином, що неуважний співрозмовник дає на нього неправильну відповідь або суперечить сам собі. Цей ефект досягається за рахунок того, що питання озвучується з варіантами, всі з яких є хибними. До таких питань вдаються, щоб спонукати людину зробити неправдиве твердження («Ви все ще б'єте свою дружину? - правильна відповідь (якщо це насправді так): «Я ніколи не бив свою дружину» або: «Ваше питання засноване на помилкових припущеннях»). 
Проблема з відповіддю полягає у подвійності, яка присутня в мові. Українська мова, як і багато інших мов, не має загальної відповіді, тому людина намагається вибрати між різними варіантами або вгадати. Однак, один обраний варіант виключає інший. Такі хитрі питання часто зустрічаються в коанах - типових для дзен-буддизму коротких оповіданнях, питаннях, діалогах, що зазвичай містять алогізми і парадокси.
Відповіддю на такі питання часто є слово Mu - воно позначає і не “так”, і не “ні”, а і одне, і інше одночасно.
Таким чином, фреймінгу не відбувається, адже людина може не формулювати однозначну відповідь. В такому випадку тому, хто ставить запитання, доведеться його преформулювати.